# Sarmento (fiume)
Il Sarmento (U' Sarmènd in dialetto locale) è un fiume della Basilicata.

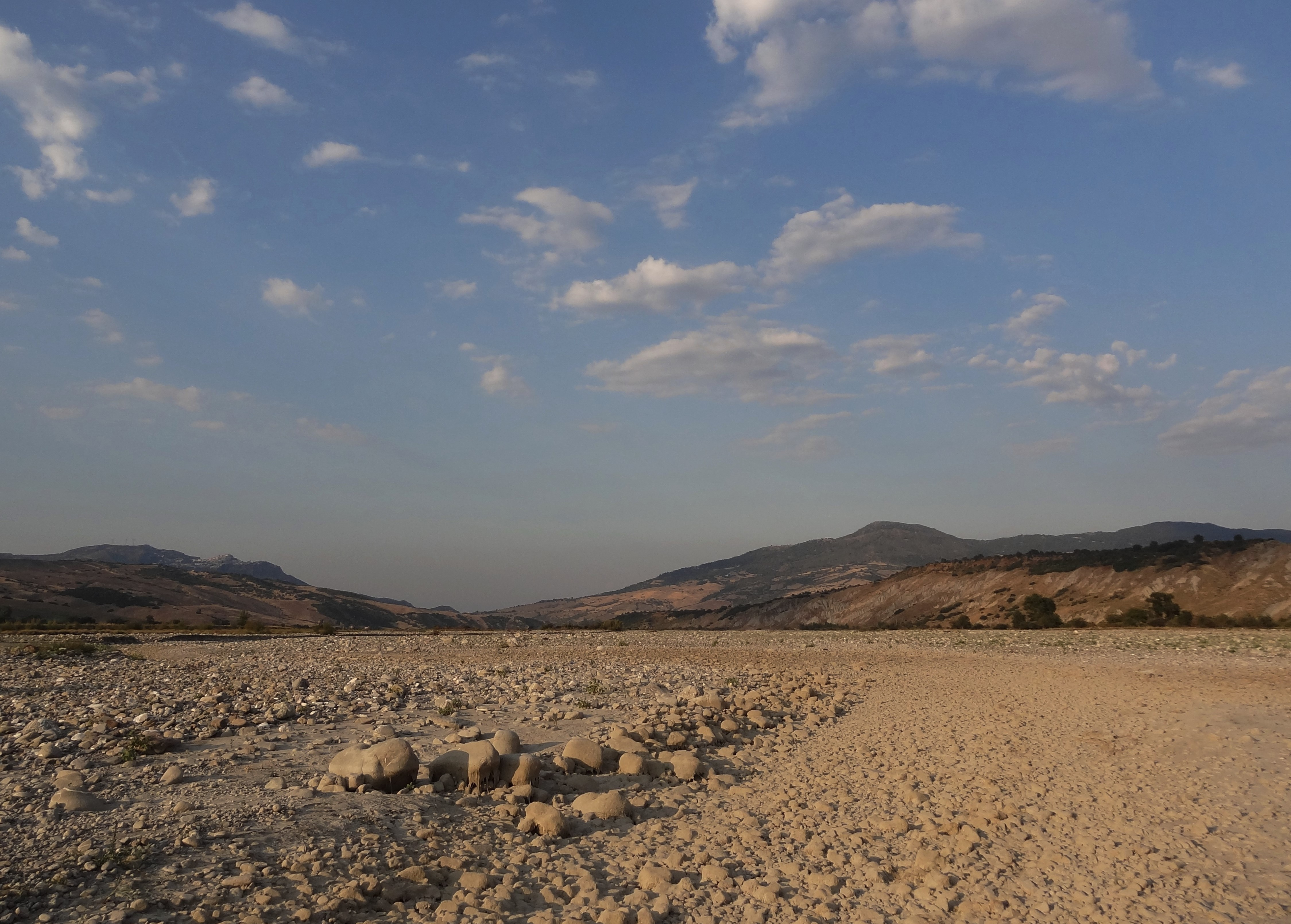
La valle del Sarmento in un assolato pomeriggio estivo

## Percorso
Il fiume ha origine dal versante orientale del massiccio del Pollino, alla base di Serra di Crispo, dove la confluenza delle sorgenti converge vorticosamente in prossimità delle Gole della Garavina, nel comune di Terranova del Pollino. Da qui, scorrendo in un alternarsi di cataratte e sinuosi allargamenti, si apre in un arido alveo, tipico delle fiumare meridionali a carattere torrentizio. Dopo aver percorso circa 30 km si immette, curvando in uno stretto meandro, nel fiume Sinni, di cui rappresenta il maggiore affluente di destra.